# Sovietwave
La sovietwave est un genre musical dérivé de la synthpop. Il émerge dans plusieurs États de l'ancienne Union soviétique, principalement en Russie. Celle-ci se caractérise par des thèmes rappelant l'Union soviétique telle que l'exploration spatiale et le progrès scientifique. Il fait partie du phénomène de la nostalgie de l'Union soviétique,,,,.

## Histoire
À l'apogée du boom de la trance dans les années 2000, le duo russe de trance PPK utilise les mélodies de la musique électronique soviétique comme base de ses compositions, pionnier de la fusion de la musique électronique contemporaine avec la nostalgie de l'ère soviétique,.
Jusqu'en 2014, les groupes de la « vague soviétique » — N.E.M.O., Kim and Buran, PPVK — étaient souvent classés dans la catégorie indie, lo-fi ou autre type de musique électronique. L'un des premiers groupes à avoir pris des cours pour s'isoler du reste de la scène est Mayak, originaire de Kharkiv. Les principales inspirations des artistes de la Sovietwave sont généralement les souvenirs culturels collectifs associés à l'ère soviétique. Lyudmila Shevchenko de l'université Jan Kochanowski considère le genre comme une manifestation du « mythe nostalgique » romancé. La Sovietwave se popularise dans les pays post-soviétiques dans la seconde moitié des années 2010, s'inspirant de la synthwave et de la nostalgie de la culture soviétique du milieu du siècle dans la région.
En septembre 2017, lors de la Journée de la ville de Moscou, des compositions sovietwave ont été utilisées dans la conception musicale du pavillon du parc artisanal. En août 2018, le premier festival de musique Volna-1 consacré au genre est organisé à Saint-Pétersbourg ; Volna-2 est organisé le 10 août 2019 à Moscou. Le 22 juillet 2019, un concert de la Nuit olympique a lieu dans la piscine désaffectée du SKA à Novossibirsk, décorée dans le style de la nostalgie soviétique ; la plupart des collectifs appartenaient à des groupes sovietwave locaux.
Pendant la pandémie de Covid-19, la sovietwave connaît un regain de popularité, tout comme les formes apparentées de vaporwave et de synthwave, en grande partie grâce au succès du groupe post-punk biélorusse Molchat Doma, dont la chanson Судно (Борис Рыжий), tirée de l'album Etazhi, est devenue un mème très populaire sur TikTok. Selon Cat Zhang de Pitchfork, la chanson est liée au « profond pessimisme de la génération Z à l'égard de l'avenir. » L'entrée de Molchat Doma dans le courant dominant donne naissance à de multiples compilations du genre sur des plateformes de streaming telles que Spotify et YouTube, qui présentent une nostalgie plus manifeste de l'esthétique soviétique et de l'âge de l'espace, malgré la critique du groupe à l'égard du genre pour « ne pas reconnaître les dures réalités de la vie dans la région. »
La sovietwave gagne en popularité principalement auprès des jeunes milléniaux et de la génération Z dans les États post-soviétiques. L'écrivain hongrois Zsófia Tóth, spécialiste du style de vie, a noté que les « playlists de la sovietwave sont généralement écoutées par des jeunes qui sont nés juste avant la chute de l'Union soviétique ou qui n'ont connu que ses conséquences. » Tóth émet l'hypothèse que les jeunes publics étaient attirés par la sovietwave non pas par nostalgie d'une époque dont ils se souvenaient, mais comme une forme d'évasion qui reflétait leur désillusion par rapport aux conditions sociales et économiques actuelles dans leur pays d'origine.

## Caractéristiques
La musique sovietwave se caractérise par l'accent mis sur les aspects culturels et scientifiques de la vie soviétique. La sovietwave s'inspire des tendances de la musique électronique contemproaine telles que la lo-fi, l'ambient et la synthpop, ainsi que de la musique électronique de la fin de l'Union soviétique. Malgré l'utilisation répandue d'échantillons d'émissions de radio et de discours, le genre n'est pas ouvertement politique. La musique sovietwave se caractérise par l'accent met sur les aspects culturels, politiques et scientifiques de la vie soviétique,, les extraits de films éducatifs et de discours d'hommes d'État soviétiques étant principalement utilisés pour créer une expérience nostalgique pour l'auditeur. La sovietwave s'appuie généralement sur les images de l'espace et du progrès technologique qui ont disparu avec l'effondrement du programme spatial soviétique, ainsi que sur les souvenirs d'enfance positifs et l'utopie technologique de l'ère spatiale, ; la sociologue Natalija Majsova a décrit cette tendance comme une « nostalgie du futur passé. »